# Лим Мён Соп
Лим Мён Соп (кор. 임명섭; род. 26 апреля 1983, Тэгу) — южнокорейский кёрлингист и тренер по кёрлингу.
В составе мужской сборной Южной Кореи бронзовый призёр Тихоокеанско-азиатского чемпионата 2009, участник Зимней Универсиады 2009.
Играл на позиции второго.
Как тренер мужской сборной Южной Кореи участник зимних Олимпийских игр 2018. Как национальный тренер сборных Южной Кореи участник зимних Олимпийских игр 2022.

## Достижения
- Тихоокеанско-азиатский чемпионат по кёрлингу: бронза (2009).

## Команды
| Сезон   | Четвёртый    | Третий       | Второй      | Первый         | Запасной                              | Турниры           |
| ------- | ------------ | ------------ | ----------- | -------------- | ------------------------------------- | ----------------- |
| 2008—09 | Ким Чхан Мин | Ким Мин Чхан | Лим Мён Соп | Сон Се Хён     | Seo Young Seon тренер: Kim Kyung Seog | ЗУ 2009 (4 место) |
| 2009—10 | Ким Чхан Мин | Ким Мин Чхан | Лим Мён Соп | Jeong Tac Yeon | Сон Се Хён тренер: Kim Kyung Doo      | ТАЧ 2009          |

(скипы выделены полужирным шрифтом)

## Результаты как тренера национальных сборных
| Год  | Турнир                                                             | Команда                           | Место |
| ---- | ------------------------------------------------------------------ | --------------------------------- | ----- |
| 2017 | Чемпионат мира по кёрлингу среди юниоров 2017                      | Республика Корея (юниоры муж.)    | 1     |
| 2017 | Тихоокеанско-азиатский чемпионат по кёрлингу 2017                  | Республика Корея (мужчины)        | 1     |
| 2018 | Зимние Олимпийские игры 2018                                       | Республика Корея (мужчины)        | 7     |
| 2018 | Чемпионат мира по кёрлингу среди мужчин 2018                       | Республика Корея (мужчины)        | 4     |
| 2019 | Тихоокеанско-азиатский чемпионат по кёрлингу 2019                  | Республика Корея (мужчины)        | 1     |
| 2021 | Чемпионат мира по кёрлингу среди женщин 2021                       | Республика Корея (женщины)        | 7     |
| 2021 | Тихоокеанско-азиатский чемпионат по кёрлингу 2021                  | Республика Корея (мужчины)        | 2     |
| 2021 | Кёрлинг на зимних Олимпийских играх 2022 (квалификационный турнир) | Республика Корея (женщины)        | 3     |
| 2022 | Зимние Олимпийские игры 2022                                       | Республика Корея (женщины)        | 8     |
| 2022 | Чемпионат мира по кёрлингу среди женщин 2022                       | Республика Корея (женщины)        | 2     |
| 2025 | Зимние Азиатские игры 2025                                         | Республика Корея (смешанная пара) | 2     |
| 2025 | Чемпионат мира по кёрлингу среди смешанных пар 2025                | Республика Корея (смешанная пара) | 12    |